# Trichosteleum mastopomatoides
Trichosteleum mastopomatoides är en bladmossart som beskrevs av David Maughan Churchill och Sastre-de Jesús 1987 [1988. Trichosteleum mastopomatoides ingår i släktet Trichosteleum och familjen Sematophyllaceae. Inga underarter finns listade i Catalogue of Life.